# Laon
Laon je mesto in občina v severni francoski regiji Pikardiji, prefektura departmaja Aisne. Leta 1999 je mesto imelo 26.265 prebivalcev.

## Geografija
Mesto se nahaja v pokrajini Laonnois. Gornji kraj (ville haute), njegov najstarejši del, je zgrajen na griču, ki se dviga 100 metrov nad okoliško ravnino. Severno od njega se razprostira obsežna pikardijska ravnina. 

## Administracija
Laon je sedež dveh kantonov:
- Kanton Laon-Jug (del občine Laon, občine Arrancy, Athies-sous-Laon, Bièvres, Bruyères-et-Montbérault, Chérêt, Chivy-lès-Étouvelles, Clacy-et-Thierret, Eppes, Étouvelles, Festieux, Montchâlons, Nouvion-le-Vineux, Orgeval, Parfondru, Ployart-et-Vaurseine, Presles-et-Thierny, Samoussy, Veslud in Vorges: 23.499 prebivalcev),
- Kanton Laon-Sever (del občine Laon, občine Aulnois-sous-Laon, Besny-et-Loizy, Bucy-lès-Cerny, Cerny-lès-Bucy, Chambry, Crépy, Molinchart in Vivaise: 15.866 prebivalcev).

Mesto je tudi sedež okrožja, v katerega so poleg njegovih dveh vključeni še kantoni Anizy-le-Château, Chauny, Coucy-le-Château-Auffrique, Craonne, Crécy-sur-Serre, La Fère, Marle, Neufchâtel-sur-Aisne, Rozoy-sur-Serre, Sissonne in Tergnier s 162.873 prebivalci.

## Zgodovina
V času Julija Cezarja so Rimljani na ozemlju keltskega plemena Remov utrdili naselje, znano kot Alaudanum oz. Lugdunum Clavatum.
Sv. Remigij, Reimski nadškof, je bil rojen v Laonu; prav on je konec 5. stoletja v kraju vzpostavil škofijo. Od takrat naprej je bil Laon eno vodilnih mest Frankovskega kraljestva, njegova posest pa je bila velikokrat deležna prepirov. Karel Plešasti je obogatil cerkev s številnimi darovi. Po padcu karolingov je Laon postal del Lorenskega vojvodstva. 
V zgodnjem 12. stoletju so se komune začele osamosvajati. Zgodovina Laonske komune je ena najbogatejših in raznolikih. Meščani so izkoristili začasno odsotnost škofa in si s svojimi predstavniki zagotovili ustanovno listino komune. Ob njegovi vrnitvi je škof od francoskega kralja pridobil preklic dokumenta in pritisnil na meščane. Posledica je bil njihov upor in požig škofijske palače in katedrale, škofa in njegove privržence pa so usmrtili (25. april 1112). Ob tem so bili prisiljeni zapustiti Laon in se skriti zunaj njega, pri čemer je bil kraj ponovno oplenjen, tokrat s strani prebivalcev, željnih maščevanja za smrt njihovega škofa.
Kralj se je izmenično vmešaval v zadeve mesta, enkrat v prid škofu, drugič prebivalcem, vse do leta 1239. Svoboščine Laona po tem datumu niso bile več spodbijane vse do leta 1331, ko je komuno ukinil kralj Filip VI. Med stoletno vojno je kraj napadla in zasedla burgundska vojska, ki ga je predala Angležem. V rokah Francozov je bil ponovno po posvetitvi Karla VII.
Med verskimi vojnami je Laon stal na strani Katoliške zveze, zavzet s strani francoskega kralja Henrika Navarskega.
V času vojaške kampanje 1814 je Napoleon v bitki za Laon zaman poskušal odstraniti iz mesta prusko vojsko pod poveljstvom generala von Blücherja.

## Znamenitosti
Laon vsebuje več srednjeveških poslopij, med katerimi je najpomembnejša Notre-Damska katedrala, zgrajena v gotskem slogu v 12. in 13. stoletju.

## Pobratena mesta
- Soltau (Spodnja Saška, Nemčija),
- Winchester (Anglija, Združeno kraljestvo).